# Molara Ogundipe
Omolara Ogundipe-Leslie (27 de dezembro de 1940 - 18 de junho de 2019), também conhecida como Molara Ogundipe, foi uma poetisa, crítica, editora, feminista e ativista nigeriana. Considerada uma das principais escritoras sobre feminismo africano, estudos de gênero e teoria literária, ela foi uma crítica social que veio a ser reconhecida como uma autoridade viável sobre mulheres africanas entre feministas negras e feministas em geral. Ela contribuiu com a peça "Not Spinning on the Axis of Maleness" para a antologia de 1984 Sisterhood Is Global: The International Women's Movement Anthology, editada por Robin Morgan. Ela é mais celebrada por cunhar o termo STIWA ou Transformação Social na África, incluindo Mulheres.

## Biografia
Abiodun Omolara Ogundipe nasceu em Lagos, Nigéria, em uma família de educadores e clérigos. Ela frequentou a Queen's School, Ede, e se tornou a primeira mulher a obter um diploma de primeira classe com honras em inglês na University College Ibadan, então uma faculdade da Universidade de Londres. Mais tarde, ela obteve um doutorado em Narratologia (a teoria da narrativa) pela Universidade de Leiden, uma das universidades mais antigas da Europa. Ela ensinou Estudos Ingleses, Redação, Literatura Comparada e Gênero sob as perspectivas de estudos culturais e desenvolvimento em universidades em vários continentes, e também foi Professora de Inglês e Literatura Comparada na Universidade de Port Harcourt, Rivers State Nigeria. Ela ganhou destaque no início de sua carreira em meio a um campo artístico dominado por homens, preocupado com os problemas que afligem homens e mulheres africanos.
Molara Ogundipe foi descrita como estando "na vanguarda do dinamismo teórico que está se desenvolvendo dentro do feminismo africano. Ela tem uma compreensão cultural poderosa e profundamente arraigada da dinâmica das relações de gênero na sociedade iorubá pré-colonial e colonial como um pivô para a teoria", Ao longo dos anos, ela foi uma crítica da opressão das mulheres e argumentou que As mulheres africanas são mais oprimidas em seu status e papéis como esposas. Tendo em vista suas múltiplas identidades, em algumas das quais desfrutam de status, privilégio, reconhecimento e agência. Ela criticou a situação das mulheres africanas devido ao impacto das estruturas coloniais e neocoloniais impostas que muitas vezes colocam os homens africanos no auge da estratificação social. Sua situação também se deve à internalização do patriarcado pelas próprias mulheres africanas. Ela, no entanto, insistiu em uma compreensão da complexidade dos status das mulheres africanas em suas culturas pré-coloniais e indígenas para qualquer discussão ou estudo útil das mulheres africanas.
Ogundipe esteve na liderança do ativismo feminista e dos estudos de gênero na África durante décadas. Foi fundadora e diretora da Fundação para a educação e orientação internacional, que se dedica a ensinar às jovens a Doutrina e as virtudes das teorias feministas e da igualdade de género.
Ela viveu e trabalhou na África Ocidental, onde montou centros de escrita em universidades, além de seu trabalho em literatura, gênero e cinema, em contribuição ao seu compromisso com a educação e orientação intergeracional.
Ela morreu aos 78 anos em sua casa em Ijebu-Igbo, Ogun State, Nigéria, em junho de 2019.
Ela deixa duas filhas: Dra. (Ts'gye Maryam) Rachel Titilayo Leslie, uma estudiosa da religião na África que escreve sobre a importância dos legados africanos para a cultura global, e a Dra. Isis Imotara Leslie, PhD, uma teórica política que lecionou em várias universidades americanas. Seus netos são Askia Tristan Folajimi Leslie, que se formou em Engenharia da Computação e Codificação pela Universidade da Califórnia, Berkeley, e Joshua Tolu Victoriano, que foi recentemente ordenado diácono na Igreja Ortodoxa Etíope Tewahedo na Etiópia.

## Escrita
Molara Ogundipe estava na liderança dos estudos feministas e de gênero na África desde que se formou em 1963 na Universidade de Londres. Ela escreveu para inúmeras publicações acadêmicas e gerais e também publicou livros de não ficção, bem como uma coleção de poesia. Seu trabalho está incluído em antologias de escrita feminina: sua peça "Not spinning on the axis of Maleness" está na antologia de 1984 Sisterhood Is Global: The International Women's Movement Anthology, editada por Robin Morgan, e poemas dela estão em a antologia Daughters of Africa, de 1992, editada por Margaret Busby.

## Crítica
Como estudiosa nigeriana, crítica, educadora e ativista, Ogundipe é reconhecida como uma das principais escritoras sobre mulheres africanas e feminismo. Ela defendeu um feminismo centrado na África que denominou "Stiwanismo" (Transformação Social na África, incluindo Mulheres) em seu livro Recreating Ourselves. Uma ilustre estudiosa e teórica literária, ela publicou inúmeras obras de poesia e crítica literária, além de suas obras citadas abaixo.
O stiwanismo se baseia em sete princípios:
1) resistência ao feminismo ocidental;
2) dar atenção específica às mulheres africanas neste momento contemporâneo;
3) trazer à tona o feminismo indígena que também existiu na África;
4) acreditar tanto na inclusão quanto na participação na a transformação sociopolítica do continente africano;
5) lidar com o corpo, personalidade, nacionalidade e sociedade de uma mulher e como ela opera dentro das hierarquias socioeconômicas;
6) ser intencionalmente específico para a identidade individual e coletiva (ou seja, religião, classe e estado civil);
7) reconhecer que existem muitos fatores e identidades na África e personalidades individuais operando de maneiras diferentes e contraditórias.
Ogundipe, no início de sua carreira, postulou que uma verdadeira escritora feminista tinha que entender ou descrever efetivamente o ponto de vista de uma mulher e como contar a história sobre uma mulher. Ela acreditava fortemente que redescobrir o papel das mulheres nas instituições sociais e políticas da Nigéria pode ser a melhor maneira de melhorar essas instituições. Ela era conhecida como uma escritora cujas obras capturam de forma mais vívida as complexidades da vida africana. Em Re-Creating Ourselves: African Women and Critical Transformations, ela escreveu brilhantemente sobre o dilema de escrever em sua linguagem tradicional e a resistência dos homens à igualdade de gênero. Por meio de vastas experiências literárias e muitos escritos relacionados a gênero, Ogundipe forneceu "obras intrincadas" que permitem que as feministas africanas se envolvam em trazer mudanças significativas em questões relacionadas a gênero, família e sociedade que podem impulsionar o desenvolvimento nacional e continental.

## Livros
- Costure os velhos tempos e outros poemas, 1985
- Recriando a nós mesmas: mulheres africanas e transformações críticas, 1994
- (ed. ) Mulheres como Artistas Orais, 1994
- (ed. com Carole Boyce-Davies ) Moving Beyond Boundaries, abril de 1995 (dois volumes).
- Gênero e subjetividade. Leituras de "Canção de Lawino" . Dissertação Universidade de Leiden. Leiden, CNWS, 1999